# リング・オブ・オナー・レスリング
リング・オブ・オナー・レスリング（Ring of Honor Wrestling） は、ROHがプロデュースしているテレビ番組。

## 概要
ROHの試合、ROH所属選手へのインタビューで構成されている。ROHのストーリーラインを形成している。
2009年2月28日、パイロット版が収録されて、3月21日に放送された。
アメリカのHDネットで放送されていた。フィラデルフィアのジ・アリーナで6回分が収録された。
2010年2月11日、イタリアのダリアTVの放送開始が発表された。
2011年4月4日、HDネットでの放送を終了。9月24日、シンクレア・ブロードキャスト・グループに移して放送再開。